# Elaphoglossum milnei
Elaphoglossum milnei är en träjonväxtart som beskrevs av Vladimír Joseph Krajina. Elaphoglossum milnei ingår i släktet Elaphoglossum och familjen Dryopteridaceae. Inga underarter finns listade.